# Funtoo Linux
Funtoo é um Sistema Operacional livre, baseado em Linux, baseado no Gentoo e iniciado em torno de 2008 por Daniel Robbins, membro criador e lider de projeto do Gentoo.(em inglês)

## História
No início de 2008, o fundador do Gentoo Daniel Robbins propôs resolver os problemas com a Fundação Gentoo. Porém, ele saiu do projeto em 2004, e sua oferta foi recusada Então, eis que nasce o projeto Funtoo com a iniciativa de implementar esta visão com o foco de compartilhar inovações.

### Desenvolvimento no estilo Bazar
O modelo de desenvolvimento é um tanto diferente do processo do Gentoo, assemelhando-se com o modelo Bazar onde não há estruturas ou regras "impostas", apenas o lider de projeto com qualificações fortes, e uma discussão de desenvolvimento através do IRC ou da lista de emails do Funtoo.
Mudanças são algumas vezes anunciadas através do Atom, permitindo um melhor rastreamento de problemas e novos pacotes "essenciais". Adicionalmente, se algo de força maior acontecer, o lider do projeto anunciará os usuários se algum procedimento especial for requerido.

#### Ditador Benevolente
Como fundador do Funtoo, Daniel é considerado o Ditador Benevolente e vitalício, sendo o Arquiteto Líder do Projeto, cargo semelhante ao de Patrick Volkerding do projeto Slackware.

### Principais tecnologias
O Funtoo tem uma série de mudanças em pacotes considerados base, como por exemplo suporte nativo a UTF-8, e já habilitado por padrão.

#### Git
Funtoo utiliza o git para guardar a árvore do Portage. Este método é descrito como superior ao utilizado pelo Gentoo através do rsync.

#### Metro
Metro é uma solução de empacotamento automatizada, para a criação dos stages usados durante a instalação do Funtoo

#### boot-update
boot-update provê um mecanismo unificado de configuração dos bootloaders GRUB 1.9x(sys-boot/grub) e GRUB 0.97 (sys-boot/grub-legacy)

#### Redes
O Funtoo adicionou uma solução simplificada de redes em suas fundações, permitindo usuários criar de forma fácil interfaces de rede complexas baseadas em perfis preestabelecidos.

#### XZ
Funtoo mudou a compressão de bz2 para xz em Julho de 2010.